# L'Illeta (Sóller)
L'Illeta (popularment s'Illeta) és un illot del litoral mallorquí situat a prop del port de Sóller, a llevant de les Puntetes, davant el puig de Bàlitx. Té una extensió de 31.250 m2, un perímetre de 900 m i una cota màxima de 93 m, i està parcialment cobert de vegetació.